# Ahualulco de Mercado
Ahualulco de Mercado – miasto w Meksyku, w stanie Jalisco, około 70 km na zachód od stolicy stanu - Guadalajary. Jest siedzibą władz gminy Ahualulco de Mercado. Miasto w 2010 r. zamieszkiwało ponad 21 000 osób.